# Ligne Kintetsu Keihanna
La ligne Kintetsu Keihanna (近鉄けいはんな線, Kintetsu Keihanna-sen) est une ligne ferroviaire du réseau Kintetsu située dans les préfectures d'Osaka et Nara au Japon. Elle relie la gare de Nagata à celle de Gakken Nara-Tomigaoka. La ligne prolonge la ligne Chūō du métro d'Osaka vers l'est.

## Histoire
La ligne a été inaugurée le 1er octobre 1986 entre Nagata et Ikoma sous le nom de ligne Higashi-Osaka (東大阪線). Elle prend son nom actuel en 2006 pour le prolongement de la ligne à Gakken Nara-Tomigaoka.

## Caractéristiques

### Ligne
- Ecartement : 1 435 mm
- Alimentation : 750 V par troisième rail

### Interconnexion
A Nagata, tous les trains continuent sur la ligne Chūō du métro d'Osaka.

### Liste des gares

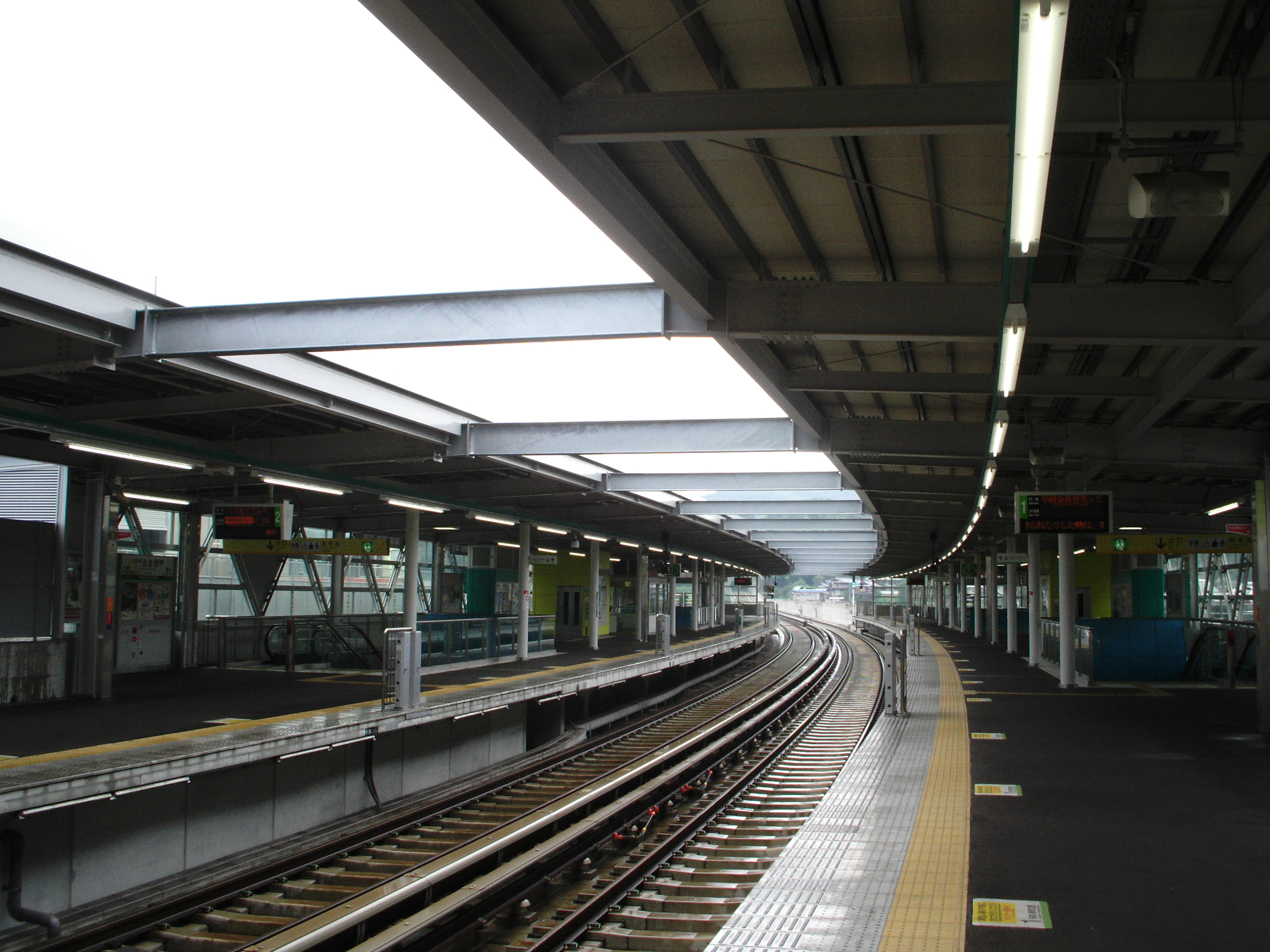
La ligne à Gakken Kita-Ikoma

Les gares de la ligne Keihanna et de la ligne Chūō

La ligne comporte 8 gares numérotées de C23 à C30.
| Numéro | Gare                  | Nom japonais     | Distance depuis Nagata (km) | Correspondances                           | Localisation | Localisation       |
| ------ | --------------------- | ---------------- | --------------------------- | ----------------------------------------- | ------------ | ------------------ |
| C23    | Nagata                | 長田             | 0                           | Métro d'Osaka : Chūō (interconnexion)     | Higashiōsaka | Préfecture d'Osaka |
| C24    | Aramoto               | 荒本             | 1,2                         |                                           | Higashiōsaka | Préfecture d'Osaka |
| C25    | Yoshita (ja)          | 吉田             | 3,0                         |                                           | Higashiōsaka | Préfecture d'Osaka |
| C26    | Shin-Ishikiri         | 新石切           | 4,5                         |                                           | Higashiōsaka | Préfecture d'Osaka |
| C27    | Ikoma                 | 生駒             | 10,2                        | Kintetsu : Nara, Ikoma, Funiculaire Ikoma | Ikoma        | Préfecture de Nara |
| C28    | Shiraniwadai          | 白庭台           | 15,3                        |                                           | Ikoma        | Préfecture de Nara |
| C29    | Gakken Kita-Ikoma     | 学研北生駒       | 16,1                        |                                           | Ikoma        | Préfecture de Nara |
| C30    | Gakken Nara-Tomigaoka | 学研奈良登美ヶ丘 | 18,8                        |                                           | Nara         | Préfecture de Nara |

## Matériel roulant
La ligne est parcourue par les modèles suivant :

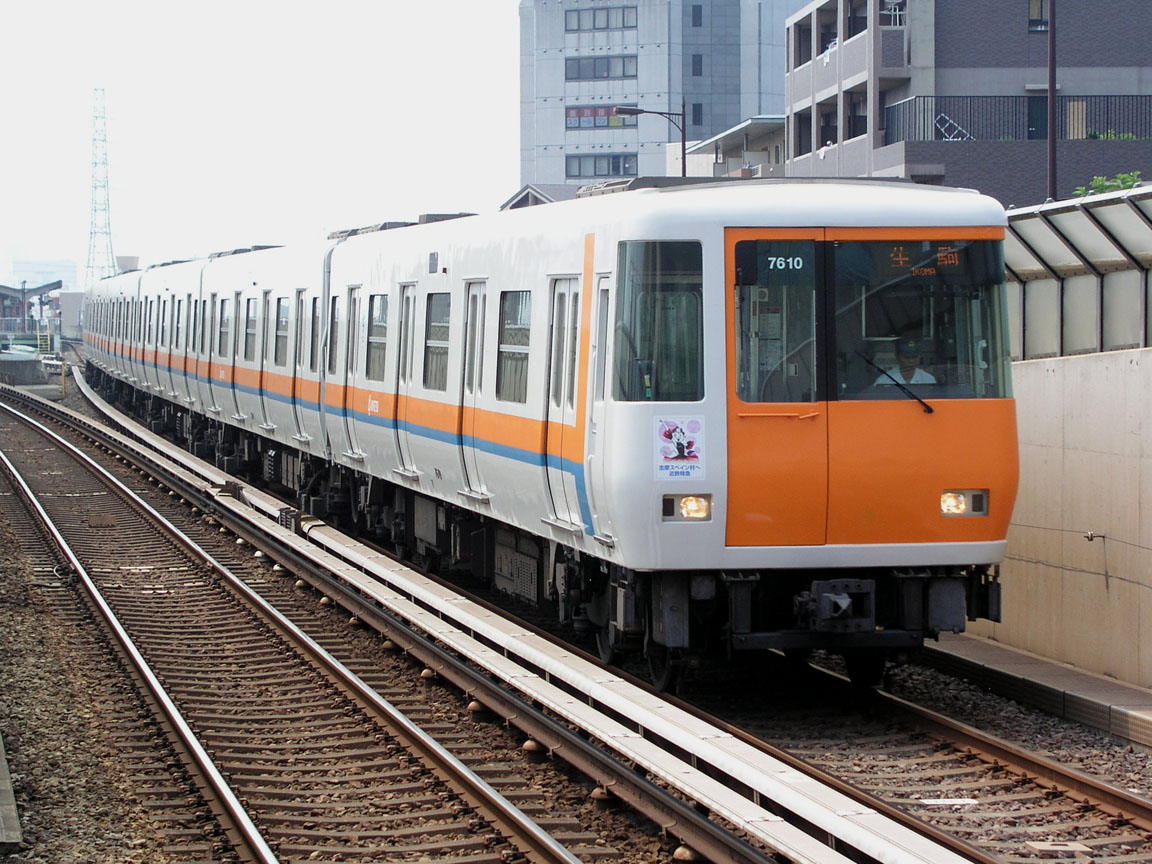
Kintetsu série 7000/7020
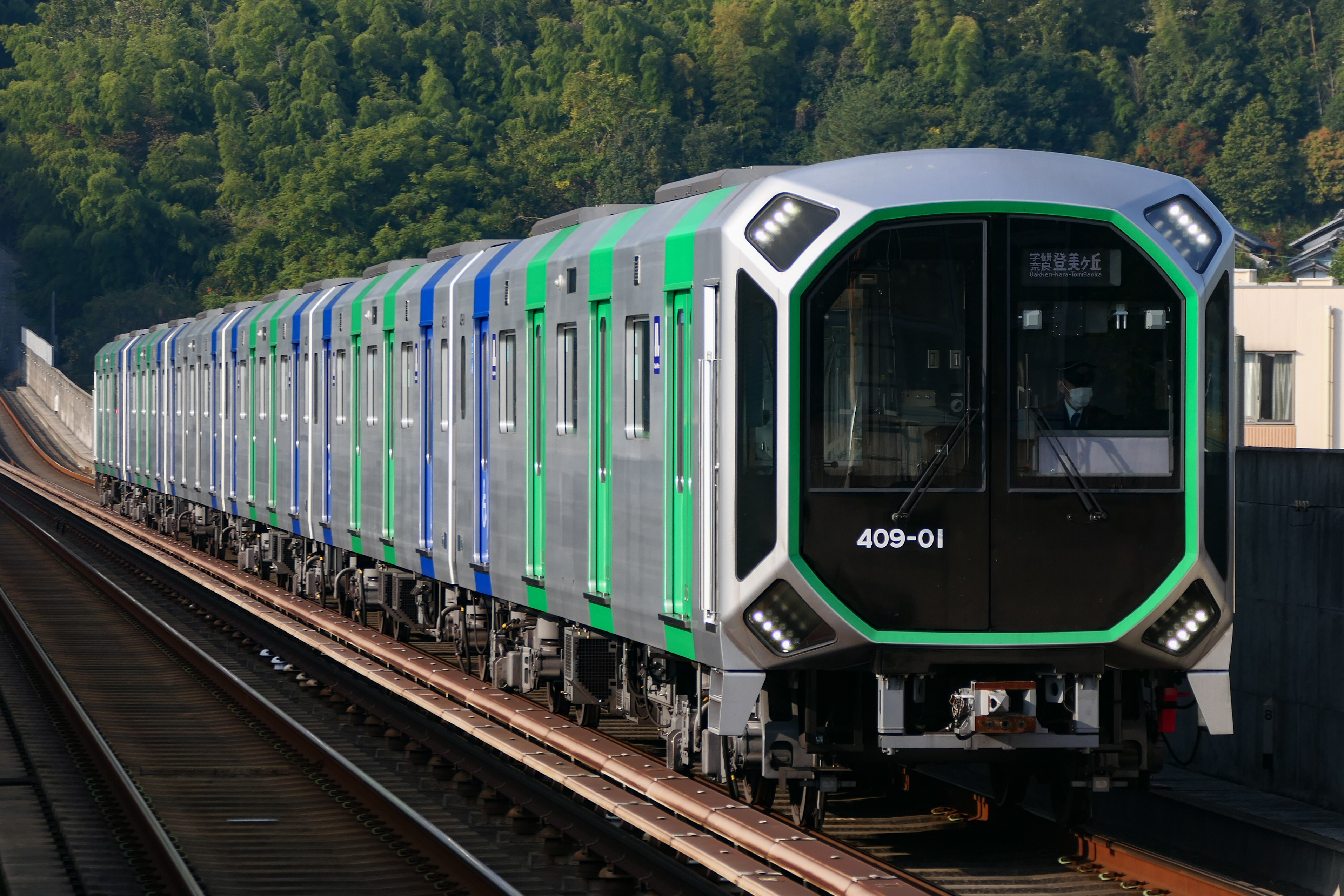
Osaka Metro série 400
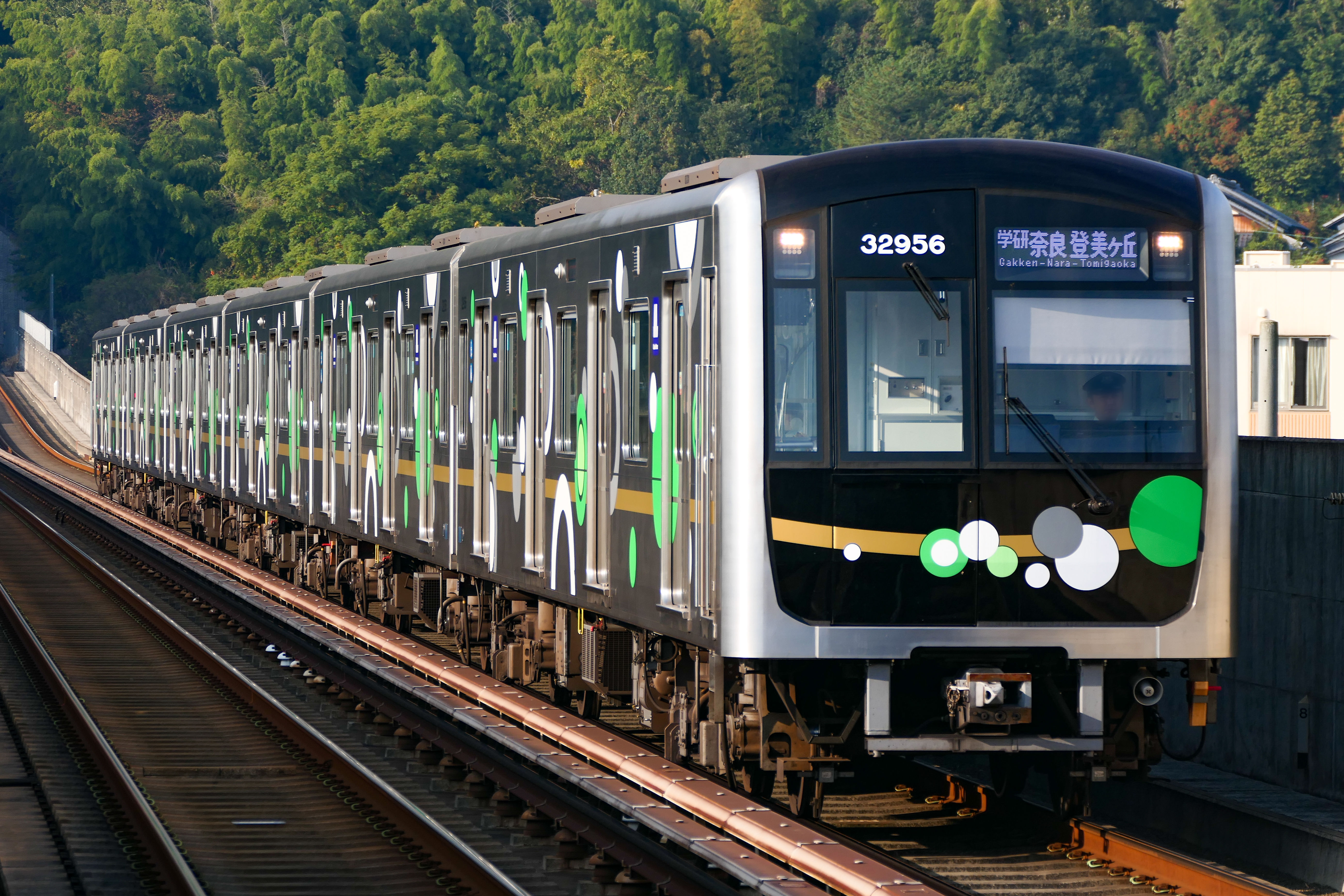
Osaka Metro série 30000A